# Argolla (juego)
Se llama argolla a un juego cuyo principal instrumento es una argolla de hierro que con una espiga o punta aguda que tiene se clava en la tierra de modo que pueda moverse fácilmente alrededor. 

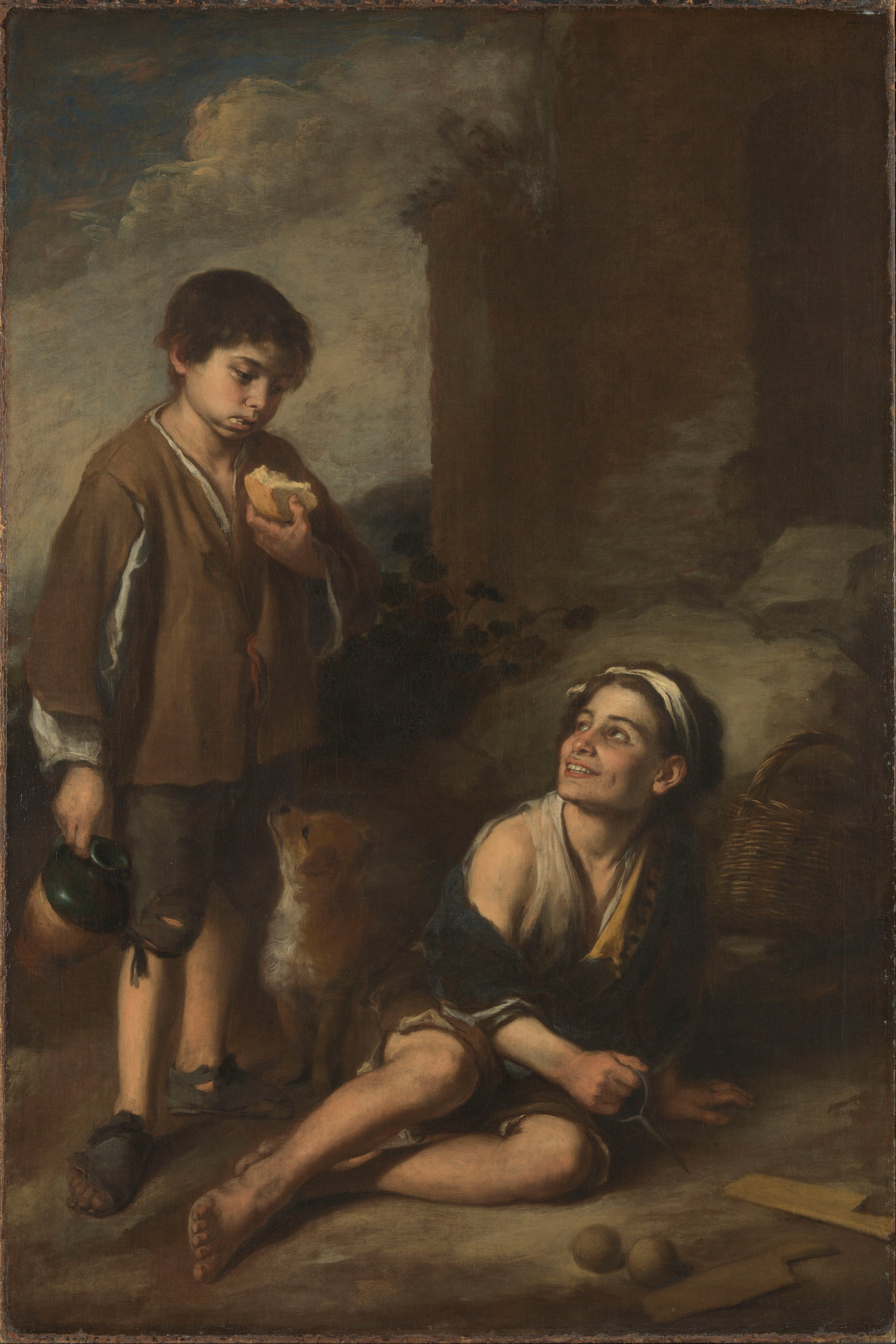

El objeto de este juego es pasar por dentro de la argolla unas bolas de madera sirviéndose para ello de unas palas cóncavas del mismo material. 